# Henschelbrunnen

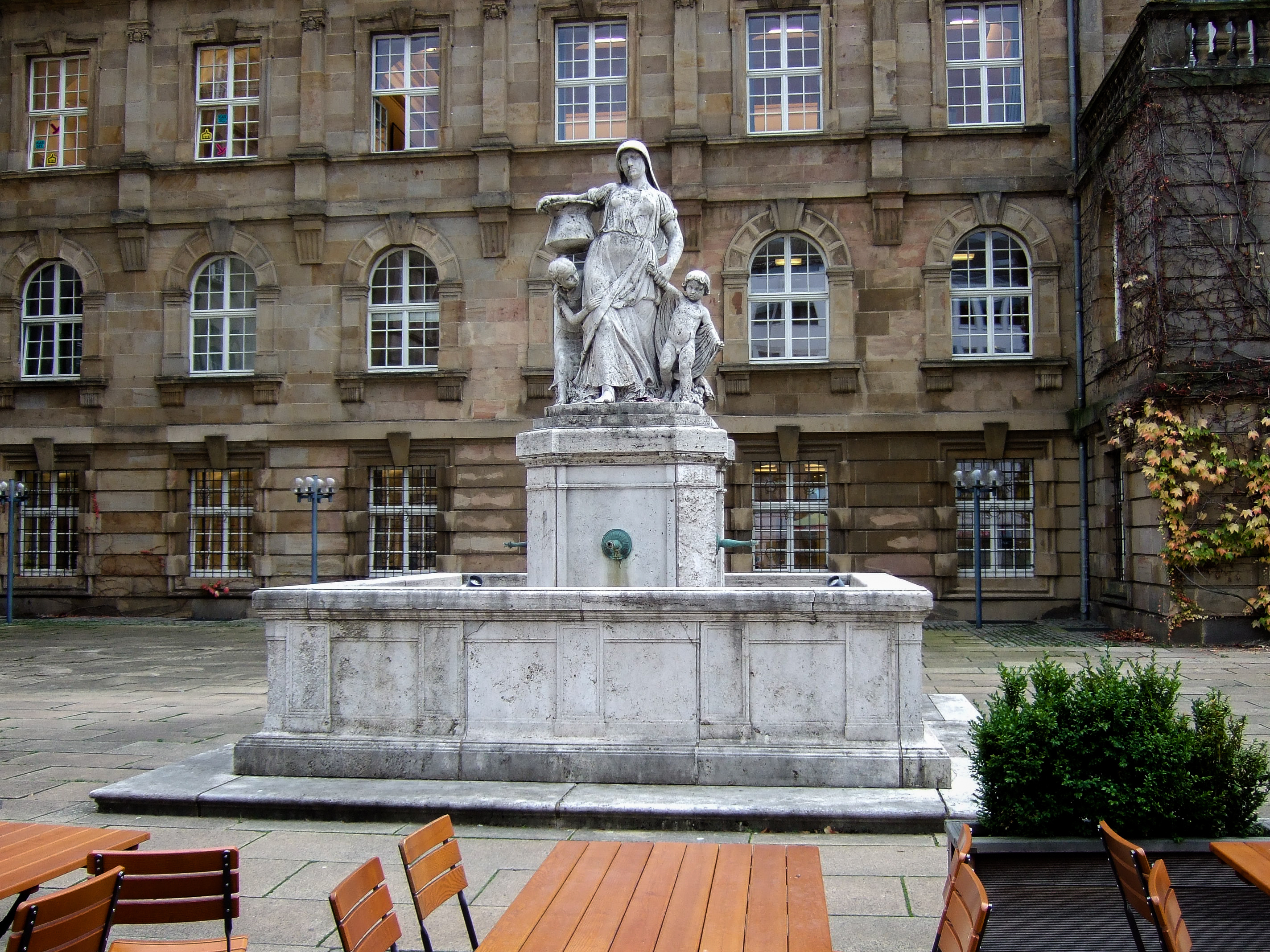
Der Henschelbrunnen vor dem Kasseler Rathaus, 2013

Der Henschelbrunnen ist ein figürlicher Brunnen aus Muschelkalk von Hans Everding in Kassel. Das Werk befindet sich auf der angehobenen linken Terrasse des Ehrenhofs des Kasseler Rathauses in der Oberen Königsstraße. Der Brunnen wurde von der Industriellen Sophie Henschel gestiftet und am 6. Juli 1912 enthüllt, knapp drei Jahre nach der Fertigstellung des neuen Rathausgebäudes. Auf der gegenüberliegenden Seite des Ehrenhofs befand sich bereits seit 1908 der Aschrottbrunnen, der 1939 von Nationalsozialisten zerstört wurde. Gemeinsam mit dem Rathaus steht der Brunnen aus künstlerischen, geschichtlichen und städtebaulichen Gründen unter Denkmalschutz.

## Beschreibung
Der Brunnen besteht aus einem blockhaften, quadratischen Brunnenbecken von 440 Zentimetern Seitenlänge und einer Höhe von 120 Zentimetern, in dessen Mitte sich der 220 Zentimeter hohe, als Pfeiler ausgebildete Brunnenstock erhebt. Der Brunnenstock besitzt an jeder seiner vier Seiten einen bronzenen Wasserspeier. Dieser trägt eine Figurengruppe, die eine bäuerlich gekleidete Frau mit zwei Kindern zeigt. Die Mutter ist im Schritt nach vorn dargestellt, den Blick leicht gesenkt, unter dem rechten Arm ein großes Gefäß tragend. Das kleinere Kind zieht ein mit Feldfrüchten beladenes Bollerwägelchen, das größere Kind blickt auf das kleine Kind. Die Komposition betont die Bewegung nach vorn und schafft eine flächige, frontal ausgerichtete Gesamtform, die dennoch plastisch durchgebildet ist.
Es handelt sich um eine Stiftung der Witwe des Industriellen Oscar Henschel, wie die Inschrift auf der Rückseite des Brunnenstocks angibt: „DER VATERSTADT / VON OSKAR HENSCHEL / GESTIFTET VON / DESSEN WITWE 1910“. Die Plinthe der Skulptur ist links mit „H. EVERDING / ROM 1912“ signiert.
Die Darstellung lässt sich ikonographisch als Allegorie der Fürsorge und des häuslichen Fleißes deuten, ohne spezifische mythologische oder religiöse Bezüge. In Verbindung mit der Widmung steht das Ensemble zugleich als bürgerliches Denkmal für Arbeit, Familie und stifterisches Gemeinwesen im frühen 20. Jahrhundert.
Diese Konstellation erlaubt eine Analogie zu Sophie Henschels Biographie. Nach dem Tod ihres Ehemanns Oscar Henschel im Jahr 1894 führte sie das Familienunternehmen Henschel & Sohn weiter und engagierte sich darüber hinaus umfassend sozial. Der Brunnen stellt keine Szene des Familienlebens dar, sondern überträgt Sophie Henschels gesellschaftliches Wirken in eine allegorische Bildform.
Der Henschelbrunnen verbindet die konventionelle Ikonografie und Kompositionsweise des Historismus mit einer stilistisch reduzierten, dekorativen Formensprache, wie sie dem gemäßigten Jugendstil eigen ist. Die Arbeit steht damit in einer Übergangsphase vor dem Ersten Weltkrieg, in der akademisch geschulte Bildhauer wie Everding moderne Formideen aufgriffen, ohne die tradierten Funktionen des Denkmals ganz aufzugeben.